# Friedrich-List-Berufskolleg Bonn

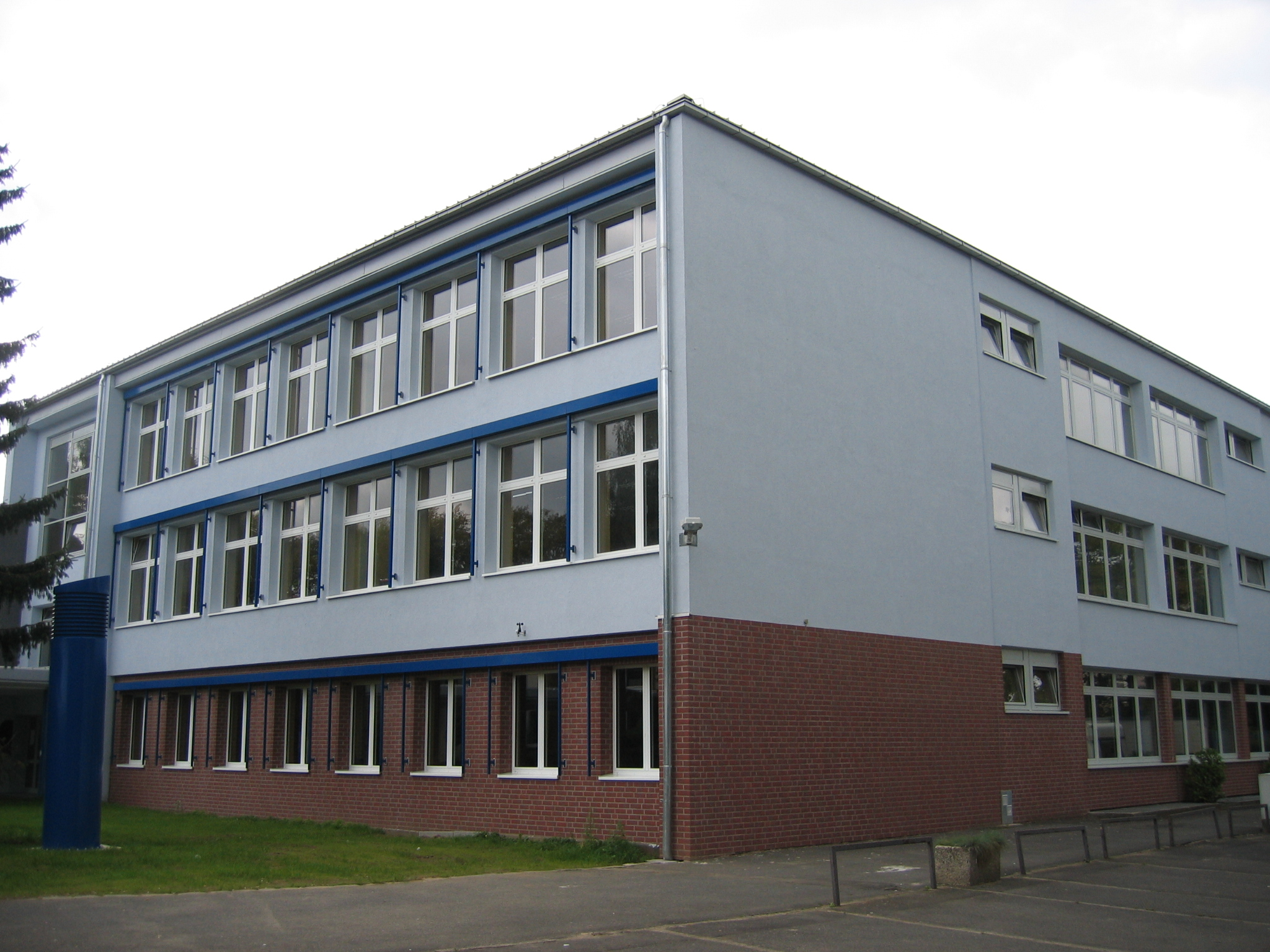
Friedrich-List-Berufskolleg in Bonn

Das Friedrich-List-Berufskolleg (FLB) in Bonn-Bad Godesberg umfasst die kaufmännischen Berufs- und Berufsfachschulen der Bundesstadt Bonn in den Bereichen Wirtschaft, Handel, Recht, Tourismus, Industrie und Informationstechnik. Schülerinnen und Schüler können im FLB neben der Dualen Ausbildung ihre Fachhochschulreife oder Fachoberschulreife erwerben. Außerdem bietet das FLB mit der Beruflichen Qualifizierung Schülern ohne Ausbildungsplatz eine Vorbereitung auf die Berufsausbildung an.

## Allgemeines
Die Gebäude liegen an der Plittersdorfer Straße im Herzen des Villenviertels. 2012 wurden mehr als 2600 Schüler in 22 verschiedenen Bildungsgängen unterrichtet. Das Kollegium umfasst mehr als 100 Lehrer sowie Referendare. An der Schule arbeiten ferner zwei Sozialpädagoginnen, drei Sekretärinnen und zwei Hausmeister.

## Geschichte
Das Friedrich-List-Berufskolleg gibt es seit 1921 (allerdings noch nicht unter dem heutigen Namen). Die Schule bestand zunächst aus 13 ungegliederten Klassen, die sich mit der Zeit zu 16 Fachklassen für Lehrlinge einzelner Berufsgruppen entwickelten. 1968 wurde das FLB zu einer eigenständigen kaufmännischen Schule, die 1972 nach Friedrich List benannt wurde, einem vorausschauenden, kreativen Ökonomen, der die Bürgerrechte in den Mittelpunkt seiner politischen Aktivitäten stellte.

## Bildungsangebot

### Bildungsbereiche im Rahmen des Dualen Berufsausbildungssystems

#### Bildungsbereich Einzelhandel
Im Bildungsbereich Einzelhandel bietet das FLB die Berufe Kaufmann/-frau im Einzelhandel, Verkäufer/in, Pharmazeutisch-kaufmännische/r Angestellter und Drogist an. Eine Besonderheit stellt bei der Ausbildung zum Kaufmann/-frau im Einzelhandel die Möglichkeit zur Doppelqualifizierung FH dar, bei der die Auszubildenden neben ihrem beruflichen Abschluss gleichzeitig die Fachhochschulreife erwerben können. Ebenfalls gibt es die Möglichkeit einer Kaufmännischen Berufsorientierung oder Berufsvorbereitung für Schüler, die bisher keinen Ausbildungsplatz gefunden haben.

#### Bildungsbereich Handel, Industrie- und Logistik
Im Bildungsbereich Handel, Industrie und Logistik führt das FLB den Berufschulunterricht für Auszubildende der Berufe Automobilkaufmann/-frau, Fachlagerist/in und Fachkraft für Lagerlogistik, Fachkraft für Kurier-, Express und Postdienstleistungen, sowie Kaufmann/-frau im Groß- und Außenhandel und Industriekaufmann/-frau durch.

#### Bildungsbereich Dienstleistung
Im Bildungsbereich Dienstleistung bietet das FLB Unterricht für die Berufe Tourismuskaufmann/-frau, Reiseverkehrskaufmann/-frau und Rechtsanwaltsfachangestellte/r sowie für die Berufe Informatikkaufmann/-frau und IT-System-Kaufmann/-frau an.

### Bildungsbereiche im Vollzeitunterricht

#### 2- und 3-jährige Höhere Berufsfachschule
In der 2-jährigen Berufsfachschule bietet das FLB Schülern mit Hauptschulabschluss die Möglichkeit, innerhalb von einem oder zwei Jahren die Fachoberschulreife zu erwerben. Als kaufmännisches Berufskolleg legt das FLB dabei den Schwerpunkt auf den kaufmännischen Bereich. Neben Deutsch, Mathematik und Englisch sind daher Betriebswirtschaftliches Rechnungswesen und Informationswirtschaft Kernfächer. Bei bestimmten Notenkombinationen wird die Berechtigung zum Besuch der gymnasialen Oberstufe erteilt. Der Handelsschulabschluss kann darüber hinaus zu einer Verkürzung der Ausbildungszeit einer kaufmännischen Berufsausbildung führen.

#### 1-jährige Berufliche Qualifizierung (BQ)
In einer speziellen Vorbereitungsklasse in Kooperation mit der Agentur für Arbeit erhalten Jugendliche ohne Berufsausbildung eine zielgerichtete berufliche Qualifizierung (im kaufmännischen Bereich, sowie im Berufsbild der Rechtsanwaltsfachangestellten). Als Teilnehmer dieser Maßnahme werden sie an drei Tagen in der Woche für ein Praktikum freigestellt und können so den Ausbildungsbetrieb ihrer Wahl kennenlernen und von ihren Qualitäten überzeugen. Für ein erfolgreiches Jahr im Praktikum ist die sozialpädagogische Unterstützung und die Berufsvorbereitung von großer Bedeutung. Die Schule vermittelt ihnen Hintergrundwissen, unterstützt sie während ihrer gesamten Praktikumsdauer und stellt ihnen bei erfolgreicher Teilnahme Bescheinigungen aus, die von der IHK als Qualifizierungsbausteine für ihren Ausbildungsberuf anerkannt werden. So kann aus dem Praktikumsvertrag innerhalb eines Jahres ein Ausbildungsvertrag werden.

## Projekte

### Fair Café
Das seit dem Jahr 2000 schülergeführte FairCafé sowie ein mobiler Bäckereiwagen versorgen die Schüler mit fair gehandelten Waren sowie Snacks. Hier haben die Schüler der ein- und zweijährigen Berufsfachschule die Möglichkeit, ihr theoretisch erworbenes Wissen in den Bereichen Betriebs- und Volkswirtschaftslehre sowie im Rechnungswesen sofort in die Praxis umzusetzen. Sie planen z. B. gemeinsam den Einkauf, verkaufen Waren, erstellen Rechnungen und betreiben Marketing für ihr Schülerunternehmen am FLB, was sich gleichzeitig positiv auf die Klassengemeinschaft auswirkt. Da im FairCafé in Kooperation mit dem Weltladen Bonn vornehmlich fair gehandelte Lebensmittel angeboten werden, lernen die Schüler gleichzeitig die Strukturen und Vorzüge des Fairen Handels in Theorie und Praxis kennen.

### Leonardo da Vinci Mobilitätsprojekt am FLB – Aktive Ausbildung in Großbritannien
Jeden Sommer bietet das FLB Schülern in Zusammenarbeit mit einer englischen Partnerorganisation in Brighton ein 4-wöchiges Betriebspraktikum in England an. Diese Erfahrungen können sie in ihrem Ausbildungsbetrieb und im Wettbewerb um einen zukünftigen Arbeitsplatz einsetzen. Am Projekt beteiligt sind die Bildungsgänge Industrie, Automobil, Einzelhandel sowie Groß- und Außenhandel. Während des Auslandspraktikums üben die Auszubildenden dieser Bildungsgänge Tätigkeiten ihres Ausbildungsberufes aus und sind in Brighton in Gastfamilien mit Vollpension untergebracht. Die Finanzierung erfolgt als Stipendium durch die Europäische Union. Bei erfolgreicher Teilnahme erhalten die Schüler ein Mobilitätszertifikat der EU, das jedes Jahr in feierlichem Rahmen überreicht wird.

### Sozialpädagogik am FLB
Im Jahr 2005 wurde die erste am FLB eingerichtet.

### Lernwerkstatt
Seit Jahren bietet das FLB seinen Schülern Möglichkeiten zum Erwerb oder Ausbau von notwendigen Kompetenzen und Fähigkeiten in den Fächern Deutsch, Englisch und Mathematik. Seit dem Schuljahr 2010/2011 werden diese Aktivitäten im Konzept der Lernwerkstatt gebündelt. Folgende Angebote stehen den Schülern hierbei zur Verfügung: Individuelle Förderung in Deutsch, Englisch, Mathe und Rechnungswesen, Hausaufgabenbetreuung, Klausurvorbereitung, Unterstützung bei der Erstellung aussagekräftiger Bewerbungsunterlagen, Studien- und Berufsberatung.

### Berufs- und Studienorientierung (BSO)
Im Rahmen des Unterrichtsfaches „Berufs- und Studienorientierung“ (BSO) erhalten die Schüler in den Vollzeitklassen Hilfestellung in ihrem Berufswahlprozess. Stärken- und Schwächenanalysen dienen dazu, sich selber besser kennenzulernen und eigene Interessen herauszufinden. Durch Kontakte mit der Wirtschaft erhalten die Schüler anschließend die Möglichkeit, ihr theoretisches Bild der kaufmännischen Berufswelt mit der Praxis abzugleichen und die Unterschiede in den Ausbildungsberufen herauszuarbeiten, um zielgerichtet Berufswahlentscheidungen treffen zu können. Ein 2-wöchiges Betriebspraktikum ist Teil dieses Berufswahlprozesses. Weiterhin erhalten die Lernenden Unterstützung bei der Bewerbung um Ausbildungsplätze, indem exemplarische Bewerbungsmappen erstellt, Auswahltests geübt, Vorstellungsgespräche simuliert und Assessment-Center-Übungen durchgeführt werden.

### ICDL-Europäischer Computerführerschein
Am FLB werden die Schüler durch spezielle Inhalte in den Fächern Informationswirtschaft/Informatik sowie durch zusätzliche Lehrveranstaltungen gezielt auf die ICDL-Prüfung vorbereitet. Als zertifiziertes ICDL-Prüfungszentrum bietet das FLB ihnen zudem die Möglichkeit, diese kostengünstig vor Ort abzulegen.

### Zusatzqualifikation Englisch – LCCI Zertifikat
Das FLB bereitet seine Schüler und Auszubildenden auf europaweit und international anerkannte Fremdsprachenzertifikate vor, damit sie bessere Übernahme- und Aufstiegschancen in ihrem Unternehmen, bessere Chancen im Wettbewerb auf dem Arbeits- und Ausbildungsmarkt haben und ihre Englischkenntnisse an Hochschulen nachweisen können.

## Förderverein
Der Förderverein des FLB verfolgt gemeinnützige Zwecke wie die Unterstützung von bedürftigen und förderungswürdigen Schülern, die Förderung der erzieherischen, wissenschaftlichen und künstlerischen Arbeit am FLB, die Förderung des Schulsports und der Schulveranstaltungen oder die Förderung der Zusammenarbeit zwischen Berufskolleg und Elternhaus sowie zwischen Berufskolleg und Betrieben, Kammern, Behörden, Berufsverbänden und Gewerkschaften.
Seine Arbeit finanziert der Förderverein aus Mitgliedsbeiträgen und Spenden. Mitglieder des Vereins sind Kollegen des Friedrich-List-Berufskollegs, Eltern ehemaliger Schüler und Ausbildungsbetriebe.

## Soziales Engagement
Die Schüler der 3-jährigen Höheren Berufsfachschule (Schwerpunkt: Informationsverarbeitung) führen regelmäßig außerunterrichtlich und ehrenamtlich einen PC- und Internetkurs für Senioren der Begegnungsstätte „Offene Tür Duerenstrasse e. V.“  durch.
Die Schüler des FLB erliefen im Jahr 2008 beim Sponsorenlauf 1750 Euro für die Kinderkrebsstation an der Universitätsklinik und 1750 Euro für die „ChildFund-Stiftung“, im Jahr 2009 hingegen 2000 Euro für Eschan e.V. (Mädchenschulen in Afghanistan) sowie 2000 Euro für die Aktion Weihnachtslicht.

## Partner des FLB
Zu den Partnern des FLB gehören die Ausbildungs- und Praktikumsbetriebe und Eltern, Industrie- und Handelskammer, Rechtsanwaltskammer, Apothekerkammer, die Agentur für Arbeit, die Schulen des Schulnetzwerks Bad Godesbergs und weitere Partnerschulen sowie nachstehende Kooperationspartner:
- Cornelsen Verlag
- cisco Networking Academy
- Hochschule Bonn-Rhein-Sieg
- FOM – Hochschule für Oekonomie und Management
- Knauber